# República da Macedônia nos Jogos Olímpicos de Verão de 2004
A Macedônia competiu nos Jogos Olímpicos de Verão de 2004, em Atenas, na Grécia.